# نگین فرساد
نگین فرساد (انگلیسی: Negin Farsad؛ زادهٔ ۱ ژانویهٔ ۱۹۷۸) کمدین، بازیگر، نویسنده و فیلمساز ایرانی‌تبار اهل ایالات متحده آمریکا است.